# Jeanne-Marie Pipoz
Jeanne-Marie Pipoz, mariée Burkhalter, née le 21 juin 1967 à Couvet, est une coureuse de fond suisse. Elle a remporté les titres de championne suisse de 3 000 mètres en 1989 et de cross-country en 1990. Elle a également gagné la course Morat-Fribourg en 1989.

## Biographie
Née à Couvet et enseignante de métier, Jeanne-Marie pratique l'athlétisme de manière compétitive sans signer de résultats significatifs. En 1988, elle fait la connaissance de l'entraîneur Bruno Cottagnoud qui lui prépare un plan d'entraînement structuré. Très motivée, elle améliore rapidement ses performances. En fin d'année, elle se révèle en alignant les victoires lors des courses en ville. Le 5 novembre, elle crée la sensation lors de la Corrida d'Octodure en parvenant à battre les favorites Fabiola Rueda et Nives Curti pour décrocher la victoire à sa première participation. Deux semaines plus tard, elle se retrouve à nouveau face à Fabiola Rueda lors de la Corrida bulloise. La Colombienne fait tout pour conserver la tête jusqu'à la fin mais Jeanne-Marie parvient à s'imposer au sprint final pour remporter sa deuxième victoire d'affilée. Elle est ensuite annoncée comme grande favorite à la course Titzé de Noël mais voit une rivale de taille s'inscrire à la dernière minute en la personne de Martine Bouchonneau. Désireuse de se comparer à cette dernière, Jeanne-Marie effectue une course rapide et parvient à mener la course pour s'imposer avec un nouveau record du parcours en 14 min 9 s.
Elle s'illustre également en cross-country. Lors des championnats suisses 1989 de la discipline à Zofingue, elle court dans les talons de Martine Bouchonneau et tente de la doubler au sprint final. La photo-finish la classe cependant deuxième. Grâce à ce bon résultat, elle obtient son ticket pour les championnats du monde de cross-country à Stavanger où elle se classe 22e et meilleure Suissesse. Durant l'été, elle se distingue sur le 3 000 mètres. Le 11 août, elle s'impose aisément devant Daria Nauer pour remporter son premier titre de championne suisse en 9 min 27 s 33. Sélectionnée pour l'Universiade d'été à Duisbourg, elle y décroche le meilleur résultat de la délégation suisse en terminant à la sixième place du 3 000 mètres en 9 min 5 s 17. Le 1er octobre, elle prend part pour la première fois la course Morat-Fribourg sans s'y être spécifiquement préparée. Elle prend les commandes de la course après quatre kilomètres et distancie ses rivales Isabella Moretti et Sally Goldsmith. Creusant l'écart, elle s'impose en 1 h 0 min 30 s, établissant un nouveau record du parcours. Une semaine plus tard, elle s'impose au Giro Podistico di Pettinengo en battant la Néerlandaise Elly van Hulst. Elle enchaîne à nouveau les victoires dans les courses en ville en battant notamment le record du parcours de la course urbaine de Bâle devant la Britannique Wendy Sly et la Tchécoslovaque Jana Kučeríková. Le 2 décembre, elle participe pour la première fois à la course de l'Escalade. S'emparant de la tête de course, elle n'est suivie que par Elly van Hulst qu'elle finit par distancer pour remporter la victoire. Elle conclut la saison en parvenant à battre Cornelia Bürki lors de la course Titzé de Noël et en améliorant de 28 secondes son temps de l'année précédente.
Début 1990, elle participe à plusieurs courses internationales de cross-country. Le 28 janvier, elle s'impose au cross de San Sebastián devant l'Éthiopienne Luchia Yishak. Elle enchaîne avec une victoire au cross das Amendoeiras em Flor en battant la tenante du titre Albertina Dias. Le 11 mars, elle prend sa revanche sur Martine Bouchonneau lors des championnats suisses de cross à Frauenfeld. Battant clairement cette dernière, elle décroche son deuxième titre national. À nouveau engagée aux championnats du monde de cross-country à Aix-les-Bains, elle améliore son résultat en décrochant la quatorzième place, toujours en tant que meilleure Suissesse. Elle fait ensuite l'objet d'une enquête pour soupçons de dopage. Un contrôle subséquent à sa victoire au Portugal ayant relevé un rapport anormal de testostérone/épitéstostérone. D'après la Fédération suisse d'athlétisme (FSA), ces valeurs seraient dues à la physiologie particulière de Jeanne-Marie,. Elle doit cependant mettre sa carrière sportive sur pause le temps de l'enquête. Début juillet, l'enquête de la Fédération internationale d'athlétisme confirme les hypothèses de la FSA et disculpe Jeanne-Marie qui peut reprendre la compétition,. Faisant un retour discret, elle s'essaie ensuite aux distances plus longues sur piste et remporte la médaille d'argent sur 10 000 mètres lors des championnats suisses d'athlétisme à Langenthal.
Le 9 septembre 1990, elle participe à une course sur route à Cassel. Glissant sur une bouche d'égout, elle chute et se fracture le col du fémur,. La FSA n'ayant pas d'assurance rapatriement, elle est opérée en Allemagne mais de manière tardive. L'opération aurait dû être réalisée dans les six heures après l'accident, elle n'est faite que vingt-quatre heures après et est mal réalisée. Jeanne-Marie doit être réopérée de retour en Suisse. Le résultat ne lui permet cependant pas de reprendre la compétition. Six mois après, les chirurgiens lui annoncent qu'une partie de la tête du fémur est nécrosée. Délaissée par la FSA et sans soutien, elle n'a pas d'autre choix que de laisser tomber sa carrière sportive. Devant marcher avec des béquilles pendant plusieurs années, elle demande à recevoir une prothèse de hanche en 1993, qu'elle se voit refuser dans un premier temps car les médecins la trouvent trop jeune. Ayant finalement pu être opérée, elle recommence à pratiquer plusieurs sports, dont la natation, la marche et le cyclisme. Les médecins lui interdisent toutefois de pratiquer à nouveau la course à pied en raison de sa prothèse. Son accident ne s'explique que plus tard. C'est une fracture de fatigue causée par une ostéoporose due à un surentraînement. Elle retrouve le goût de la compétition en prenant part à des épreuves de ski de fond marathon et d'ultra-trail,,. Sans viser à nouveau des objectifs compétitifs, elle décroche tout de même la médaille de bronze à l'Ultra-Trail du Barlatay en 2018.

## Palmarès

### Route/cross
| Année | Compétition                            | Lieu            | Place | Épreuve          | Temps          |
| ----- | -------------------------------------- | --------------- | ----- | ---------------- | -------------- |
| 1988  | Corrida d'Octodure                     | Martigny        | 1re   | Course populaire | 13 min 25 s    |
| 1988  | Corrida bulloise                       | Bulle           | 1re   | Course populaire | 9 min 47 s     |
| 1988  | Course Titzé de Noël                   | Sion            | 1re   | Course populaire | 14 min 9 s     |
| 1989  | Championnats suisses de cross          | Zofingue        | 2e    | Cross-country    | 22 min 46 s    |
| 1989  | Championnats du monde de cross-country | Stavanger       | 22e   | Cross-country    | 23 min 28 s    |
| 1989  | Course féminine suisse                 | Berne           | 1re   | 5 kilomètres     | 15 min 45 s    |
| 1989  | Morat-Fribourg                         | Fribourg        | 1re   | Course populaire | 1 h 0 min 30 s |
| 1989  | Giro Podistico di Pettinengo           | Pettinengo      | 1re   | Course populaire | 8 min 59 s     |
| 1989  | Corrida d'Octodure                     | Martigny        | 1re   | Course populaire | 12 min 47 s    |
| 1989  | Course urbaine de Bâle                 | Bâle            | 1re   | Course populaire | 24 min 27 s    |
| 1989  | Course de l'Escalade                   | Genève          | 1re   | Course populaire | 21 min 27 s    |
| 1989  | Course Titzé de Noël                   | Sion            | 1re   | Course populaire | 13 min 40 s    |
| 1990  | Cross de San Sebastián                 | Saint-Sébastien | 1re   | Cross-country    | 16 min 22 s    |
| 1990  | Cross das Amendoeiras em Flor          | Albufeira       | 1re   | Cross-country    | 20 min 6 s     |
| 1990  | Cross di Alà dei Sardi                 | Alà dei Sardi   | 1re   | Cross-country    | 13 min 45 s    |
| 1990  | Championnats suisses de cross          | Frauenfeld      | 1re   | Cross-country    | 20 min 42 s    |
| 1990  | Championnats du monde de cross-country | Aix-les-Bains   | 14e   | Cross-country    | 19 min 52 s    |

### Piste
| Année | Compétition                       | Lieu       | Place | Épreuve  | Temps          |
| ----- | --------------------------------- | ---------- | ----- | -------- | -------------- |
| 1989  | Championnats suisses d'athlétisme | Saint-Gall | 1re   | 3 000 m  | 9 min 27 s 33  |
| 1989  | Universiade d'été                 | Duisbourg  | 6e    | 3 000 m  | 9 min 5 s 17   |
| 1989  | Finale du Grand Prix IAAF         | Monaco     | 4e    | 3 000 m  | 9 min 7 s 84   |
| 1990  | Championnats suisses d'athlétisme | Langenthal | 2e    | 10 000 m | 33 min 51 s 05 |

## Records
| Épreuve       | Performance    | Date             | Lieu       |
| ------------- | -------------- | ---------------- | ---------- |
| 800 mètres    | 2 min 10 s 75  | 6 septembre 1989 | Berne      |
| 1 500 mètres  | 4 min 16 s 28  | 24 juin 1989     | Lucerne    |
| 3 000 mètres  | 8 min 47 s 08  | 16 août 1989     | Zurich     |
| 5 000 mètres  | 15 min 27 s 05 | 3 juillet 1989   | Stockholm  |
| 10 000 mètres | 33 min 51 s 05 | 10 août 1990     | Langenthal |
| 5 kilomètres  | 15 min 45 s    | 10 juin 1989     | Berne      |